# Albert Poensgen (Finanzgerichtspräsident)

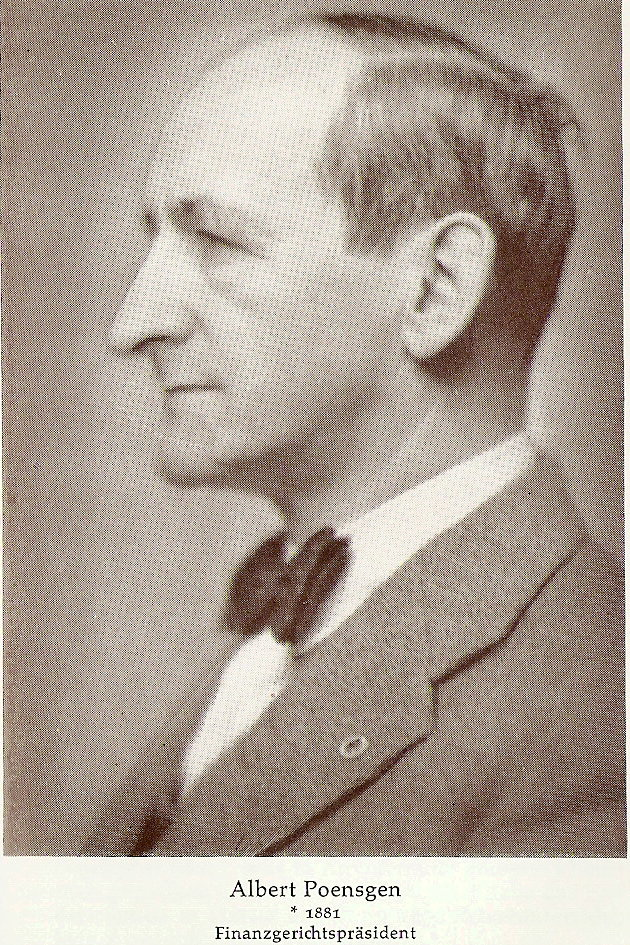
Albert Poensgen

Albert Poensgen (* 4. Februar 1881 in Düsseldorf; † 9. Juni 1976 in Mannheim) war ein deutscher Finanzgerichtspräsident und international erfolgreicher Billardspieler.

## Leben

### Herkunft und Familie
Albert Poensgen stammte aus der bekannten Düsseldorfer Industriellenfamilie Poensgen, die ihren Ursprung als Reidemeister-Familie im Raum Schleiden/Eifel hat. Er war der Sohn des Düsseldorfer Industriellen Carl Poensgen und der Clara Poensgen (1846–1910), geborene Poensgen, Tochter des Unternehmers Albert Poensgen aus einer Vetternlinie der Familie. Zu seinen Brüdern zählten unter anderem der Düsseldorfer Stahlindustrielle Ernst Poensgen und der Düsseldorfer Privatbankier Kurt Poensgen; der Düsseldorfer Industrielle Rudolf Poensgen war sein Onkel.
Albert Poensgen war verheiratet mit Katharina Bögel (* 1892).

### Ausbildung und Laufbahn
Albert Poensgen besuchte von 1890 bis 1899 das Städtische Gymnasium in Düsseldorf und studierte anschließend Rechts- und Staatswissenschaft in Heidelberg, München und Bonn. 1901 wurde er Mitglied des Corps Guestphalia Heidelberg.
Nach den beiden Staatsexamina in Berlin (1903 und 1910) war er von 1910 bis 1919 Gerichtsassessor in Düsseldorf, unterbrochen von einer 1 ½ Jahre dauernden Ausbildung bei einer Großbank und der Teilnahme am Ersten Weltkrieg als Oberleutnant der Reserve im Leib-Dragoner-Regiment (2. Großherzoglich Hessisches) Nr. 24. Poensgen wurde mit dem EK I und II sowie der hessischen Tapferkeitsmedaille ausgezeichnet. 1920 wurde er von der Reichsfinanzverwaltung in Berlin übernommen. Seine Beamtenlaufbahn gipfelte in der Ernennung zum Finanzgerichtspräsidenten im Oberfinanzpräsidium Berlin-Brandenburg im Jahre 1940. Nach dem Zweiten Weltkrieg war Poensgen noch bis 1951 in der Finanzverwaltung des Magistrats von Berlin tätig.
Als Pensionär trat Poensgen 1955 in die 1809 gegründete traditionsreiche „Gesetzlose Gesellschaft zu Berlin“ ein, die sich als „Trägerin der Tradition, Kultur und Wissenschaft“ versteht.

## Billard

### Karriere

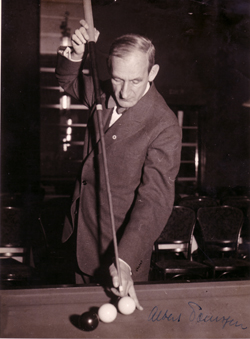
Albert Poensgen als Karambolage-Spieler

Poensgens große Leidenschaft war der Billardsport. Er zählte bereits im Jahr 1911 zu den Mitbegründern des Deutschen Amateur-Billardbundes (DABB), der 1955 in „Deutscher Billardbund“ (DBB) umbenannt und ab 1992 in die Deutsche Billard-Union integriert wurde. Der DABB ernannte Poensgen später zum Ehrenpräsidenten. In dieser Funktion war er maßgeblich daran beteiligt, dass der DABB im Jahr 1951 als Vollmitglied in die Confédération Européenne de Billard (CEB), den europäischen Dachverband, und in der Folge auch in den Deutschen Olympischen Sportbund (DOSB) aufgenommen wurde. Diese Anerkennung führte zu einem enormen Aufschwung des Billardsports und der Billardvereine. Poensgen startete unter anderem für den Billard Club Frankfurt 1912. 
Für seine sportlichen Verdienste erhielt er 1932 das „Goldene Band“ des Verbandes der Sportjournalisten von Berlin/Brandenburg.
Um seine Privatsphäre zu wahren, trat Poensgen bei Turnieren des Öfteren unter dem Pseudonym „Schmitz“ an.

### Erfolge
- Weltmeister 1931, Cadre 45/2, Genf, Generaldurchschnitt (GD) 21,05[5]
- Weltmeister 1932, Cadre 45/2, New York, GD 15.93
- Vizeweltmeister 1906, Cadre 45/2, Brüssel, GD 7,73
- Vizeweltmeister 1927, Cadre 45/1, Vichy, GD 7,39
- Vizeweltmeister 1933, Cadre 45/2, Köln, GD 28,59
- FSFAB Weltmeisterschaften im Cadre 35/2 und 45/2:  1910, 1911/2  1909, 1912/2
- Vizeeuropameister 1930, Cadre 45/2, Groningen, GD 26,17
- 15 mal Deutscher Meister zwischen 1913 und 1937.

## Schriften
- mit Roger Conti und Erik Kiesewetter: Billard für jedermann. Gesellschaft f. Druck u. Verlag, 1961.
- Geleitwort zu Hans Niedermayr: Das Billardspiel. 3., vollst. umgearb. u. erw. Auflage. H. Steinitz, Berlin 1923.